# Vinay, Isère
Vinay je zimsko-športno središče, naselje in občina v vzhodnem francoskem departmaju Isère regije Rona-Alpe. Leta 2009 je naselje imelo 4.069 prebivalcev.

## Geografija
Kraj leži v pokrajini Daufineji 40 km jugozahodno od Grenobla.

## Uprava
Vinay je sedež istoimenskega kantona, v katerega so poleg njegove vključene še občine L'Albenc, Chantesse, Chasselay, Cognin-les-Gorges, Malleval, Serre-Nerpol, Notre-Dame-de-l'Osier, Rovon, Saint-Gervais in Varacieux s 7.925 prebivalci.
Kanton Vinay je sestavni del okrožja Grenoble.

## Zanimivosti
- cerkev sv. Jerneja,
- muzej Grand Séchoir; Vinay je središče največjega nasada orehov v Evropi Noix de Grenoble - na površini 1500 hektarov je posajenih 150.000 orehov,
- most na reki Isère, pont de Trellins, dolg 232 metrov.